# 椎间盘
椎间盘（intervertebral disk/disc）是脊椎动物的脊柱内连接相邻两个椎骨的一系列纤维软骨盘，由纤维环和髓核构成。椎间盘的中央为胶样髓核，周围由纤维环包绕。椎间盘具有弹性，可吸收机械震动。
椎间盘约占脊柱总长的1/4，由胚胎发育时脊索的残余发展而来。椎间盘自身的弹性柔度可以承担一定程度的脊柱纵轴应力，有如避震器的功能，这对直立双足行走（特别是智人）的能力来说尤其重要；同时使得椎骨间能够发生在一定的角度的相对活動，使得整个脊柱虽由刚性的矿化组织构件（椎骨）组成但却仍拥有一定范围内弯曲和扭转的形变能力。
成年人类共有23个椎间盘，主要存在于颈椎、胸椎和腰椎段，第1与第2颈椎之间以及荐椎和尾椎中都没有椎间盘。椎间盘对整个中轴骨起到物理缓冲功能，具有保护脑、脊髓和脊神经不受冲拉压迫的作用，椎间盘病变（如退变、突出、滑脱或感染）也因此会造成神经根病变或脊髓病变甚至损伤等较为严重的神经疾病。

## 组成和结构
椎间盘由里外两部分组成。外层的周围部分为纤维环（annulus fibrosis）是由數十層環狀及放射狀的膠原纖維及彈性纖維交織而成按同心圆排列的緻密組織，富于坚韧性，將各椎體緊密牢固的連接成一體，保护髓核并限制髓核向周围突出。中央的核心部分为髓核（nucleus pulposus），是柔软而富有弹性的白色半流质胶状物质，为胚胎发育时脊索的残余物，填充於上下軟骨板及纖維環之間，是由極具黏彈性及柔韌的多醣體和水分所組成，可以緩衝脊柱的纵轴受力及衝擊。
椎间盘既坚韧，又富弹性，承受压力时被压缩变形，压力卸除后又复原，具有“弹性垫”一样的作用，可缓冲外力对脊柱的震荡，也可增加脊柱的运动幅度。人体23个椎间盘厚薄不一，其中胸椎的较薄，颈椎的较厚，腰椎的最厚，所以颈、腰椎的弯曲活动度较大。颈腰部的椎间盘前厚后薄，胸部的则与此相反。椎间盘的厚薄和大小因年龄而有差异。
椎间盘并不具有血管，它们的营养由椎体小血管通过渗透作用提供。

## 相关疾病
椎間盤會因老化、外傷、姿勢不良、過度勞累造成肌肉緊繃、肌腱發炎及不當用力而使纤维环破裂，当纤维环破裂时，髓核容易向后外侧脱出，突入椎管或椎间孔，压迫相邻的脊髓或神经根導致背痛及手腳痠麻疼痛，經過姿勢矯正、休養及藥物治療，多數患者都可以獲得改善。然而也有一些患者卻有持續性的下背疼痛，且疼痛可延伸至大、小腿，甚至造成腿痠麻無力，此即所謂的坐骨神經痛。引起坐骨神經痛 的原因頗多，最常見的病因之一是腰椎間盤向後突出，造成神經根的直接壓迫，此症狀临床称为椎间盘脱出症。椎間盤突出症常發生在腰部及頸部，引起病發的原因，主要是因為突然的脊椎負荷改變，尤其是快速彎曲，側屈或旋轉。
正因为椎间盘的存在，頸椎與腰椎才会有所谓的续发性弯曲（secondary curvature，又称为脊椎凹面彎曲或脊椎前突（lordosis），其脊椎曲度向前。与脊椎後突（kyphosis），又稱原始曲度（primary curve）相对，原始曲度是向後的弯曲，胸，尾椎的曲度属于原始曲度）。随着年龄的增大，椎间盘会萎缩，人的身高因此而降低，而脊柱也开始向新生时的“C”型态倒退。
少數嚴重的腰椎間盤突出時可造成脊椎管、脊髓腔內狹窄及多數神經壓迫， 將可能出現「馬尾症候群」，此時甚至會有大、小便失禁或滯留，肛門周圍麻木，下肢無力等症狀，有時連緊急手術都無法挽回已造成的永久性的神經損傷。

### 診斷
1. 一般性檢查：檢查時將患者腳伸直並上舉，正常人可到80-90度仍沒有腳痛現象，腰椎間盤突出時腳上舉30度以上就可因神經的牽扯而腳痛加劇，嚴重時腳拇指上抬或下壓無力，甚至腳踝無法上舉形成垂足，典型的病例常見於青壯年因腰部操勞，或有急性的腰部扭、創傷造成腰部及下肢的放射性疼痛。
2. X光檢查：可顯現骨骼結構，可以看出是否有脊椎骨的病變，如骨折、關節變形、側彎或滑脫等，嚴重或久症的椎間盤突出者X光可見椎體與椎體之間的間距。
3. 磁振造影或電腦斷層掃描檢查：可將脊椎、脊髓、神經根、軟骨等結構顯露無遺，更可做出三度空間的重組顯像使病灶清晰呈現，可真正的看到突出的部位。

### 治療
1. 輕度椎間盤突出症：透過休養、藥物及復健治療應可改善，在急性期必須平躺臥床休息，避免彎腰或劇烈運動，平時需養成正確的姿勢，以避免復發，需使用有椅背支撐的座椅，最好使用腰墊以增加支撐力，開車或長途旅遊時亦應如此。復健治療以熱療及腰部牽引為主，需積極有恆心的接受數週的治療以期有神經壓迫減輕的機會。
2. 中度椎間盤突出症：可使用止痛及肌肉弛緩劑，減少不必要的行走或提帶重物，尤其是長久行走、站立、急速的彎扭腰部，床舖不能太軟，急性期症狀厲害，則需完全臥床休息，待症狀緩和，才開始有限度的活動，並穿上軟性背支架或緊身褡（Corset）。

### 手術
已經由掃描證實的椎間盤突出不會因為藥物、偏方或復健治療而縮回原位，或經過復健治療仍然有持續性的坐骨神經痛症狀，表示處於較嚴重的情況，即需請神經外科醫師評估是否應接受手術治療，拖延治療可能使突出部分硬化或鈣化使得日後治療困難，萬一出現下肢無力，或大小便失禁等不可逆的神經功能障礙時，就算在半夜也要馬上緊急手術，若有拖延即使接受手術也無法痊癒。
現今的手術方式有傳統開放式椎間盤切除術（Open discectomy）、腰椎间盘显微切除术（Lumbar microdiscectomy）、鈦金屬椎間支架顯微手術 (cage interbody fusion)、內視鏡（含鐳射）手術以及Charite植入式人工椎間盤 ，需由專責神經脊椎手術的專科醫師依情況判斷，成功的機率很高，風險低，以現在的科技技術椎間盤突出症手術已大幅降低癱瘓的危險，但仍有脊椎手術後疼痛症候群（FBSS）的可能。

### 平日保養
椎間盤突出症為經年累月導致的變性疾病，所以平日保持適當的姿勢（包括站姿坐姿與行走姿勢），避免不當的姿勢與用力，尤其是探身提重物，以及持久固定的異常姿勢。平常則做柔軟體操或適當的運動訓練腹肌與背肌，則可預防或減輕已有的症狀。